# Lodhian Khas
Lodhian Khas (ook wel gespeld als Lohian Khas) is een nagar panchayat (plaats) in het district Jalandhar van de Indiase staat Punjab. 

## Demografie
Volgens de Indiase volkstelling van 2001 wonen er 8.546 mensen in Lodhian Khas, waarvan 53% mannelijk en 47% vrouwelijk is. De plaats heeft een alfabetiseringsgraad van 66%.